# Custodie
Custodia asupra copiilor   ('la garde de l'enfant în franceză sau child custody în engleză), echivalentul colocvial al noțiunii de autoritate părintească, reprezintă un raport juridic între părinți și copii care apare în cazul unui divorț sau în cazul în care părinții necăsătoriți nu se mai înțeleg cu privire la aspectele legate de creșterea și educarea minorului sau cu privire la deciziile referitoare la minor, domiciliul minorului, etc. În general părinții au autoritate părintească începând cu nașterea copilului, autoritate pe care o exercită în comun dar într-un mod nereglementat. După un divorț sau după o separare se pune problema modului în care autoritatea părintească va fi exercitată într-un mod reglementat. Aceasta este de fapt custodia: relația juridică dintre fiecare părinte și copil pe de o parte și dintre cei doi părinți pe de altă parte. Reglementarea modului în care se exercită autoritatea părintească se face de regulă în fața unei autorități a statului. 

## Istoric
În Anglia, ca de altfel și în multe alte state ale lumii, anterior secolului al 19-lea, legea considera copiii ca fiind proprietatea tatălui lor   Cu toate acestea, schimbările economice și sociale care au apărut în secolul al 19-lea au dus la o schimbare în ideile cu privire la dinamica vieții de familie. Industrializarea, separarea și separarea locuințelor de locul de muncă, i-a ținut pe tați departe de copiii lor pentru a câștiga bani și a putea susține familiile lor. În schimb societatea se aștepta ca mamele să stea acasă și să aibă grijă de copii și de gospodărie . Schimbările importante din statutul civil al femeilor, ca de pildă obținerea dreptului de vot și teoriile despre dezvoltarea copiilor au permis dezvoltarea unor concepții cu privire la importanța îngrijirii materne în primii ani de viață, ca de pildă Doctrina anilor fragezi. Anglia fiind statul cel mai puternic la nivel mondial, practica s-a extins treptat asupra majoriății sistemelor de drept din țările aflate sub influența engleză dar chiar și, bazat pe aceleași presiuni aduse de industrializare, țările de limbă franceză sau spaniolă. Din acest punct de vedere România s-a aliniat trendului mondial trecând pe la mijlocul secolului al XX-lea de la ideea că minorii aparțin tatălui (codul civil de influență napoleoneană) spre ideea că după divorț mama este mai potrivită să îngrijească de copiii după divorț (Codul Familiei -  1956 care prevedea expresă că statul ocrotește mama).. Ideea preferinței materne a fost însă treptat eliminată din sistemele de drept a majorității țărilor civilizate începând cu ultimele decenii ale secolului al XX-lea sub presiunea adusă de noi realități sociale (femeile masiv intrând în câmpul muncii), a mișcărilor feministe care militau pentru egalitatea de drepturi dintre bărbați și femei, dar și a mișcărilor de emancipare a bărbaților. Procesul de eliminare a preferinței materne și înlocuire cu ideea de interes superior al copilului a început în SUA în anii '70 fiind treptat implementat în majoritatea statelor componente ale SUA, dar și în Canada (noul cod civil din Quebec) sau în Europa. Interesantă este Recomandarea 874 R (84)4 cu privire la responsabilitatea părintească a Consiliului Europei care prevede explicit nediscriminarea părinților în stabilirea interesului superior al copilului ori Convenția asupra Drepturilor Copilului (art. 9 și 18) care are prevederi similare cu privire la nediscriminarea părinților în cazul divorțului. În România procesul a început prin intrarea în vigoare a Legii 272/2004 care introducea noțiunea de interes superior al copilului fiind continuat de intrarea în vigoare a noului Cod Civil al României care a abrogat in integrum Codul Familiei (1956). Inițiativa legislativă a ANPDC de modificare a legii 272/2004 vine să introducă în legislația românească prevederi explicite cu privire modul de stabilire a interesul superior al copilului inclusiv cu privire la adoptarea ideii invocate de către Recomandarea 874 R (84)4 cu privire la responsabilitatea părintească a Consiliului Europei

## Reglementarea problemei custodiei asupra copilului în România
În România, până la data de 30 septembrie 2011, singura autoritate investită să stabilească măsuri cu privire la modul de exercitare a autorității părintești după divorț era instanța judecătorească. După intrarea în vigoare a noului Cod civil, dacă părinții se înțeleg asupra tuturor aspectelor ce țin de creșterea și educarea copilului, reglementarea autorității părintești se poate face și de către notar. Anterior datei de 1 octombrie 2011 reglementarea se făcea prin așanumita încredințare a minorului spre creștere și educare care implica că autoritatea părintească după divorț se exercita doar de către unul dintre părinți (așanumita custodie unică). După această dată, regula  este ca autoritatea părintească să continue neafectată de faptul că părinții s-au separat (așanumita custodie comună). Din considerente practice legate de faptul că părinții nu mai locuiesc și nu se mai gospodăresc împreună și pentru evitarea unor surse de conflict se pune problema reglementării și formalizării modului în care cei doi părinți interacționează între ei, a modului în care se iau deciziile cu privire la copii, a timpului pe care fiecare dintre părinți îl va petrece cu copilul, a contribuțiilor financiare sau în natură pe care fiecare dintre cei doi părinți le vor face la creșterea și educarea minorului, etc. Aceasta, de regulă, se realizează prin intermediul unui plan parental care descrie toate aceste aspecte.
Custodia asupra copilului poate fi cerută și se poate acorda altor persoane decât părinții, de exemplu bunicilor copilului, în măsura în care aceștia dovedesc instanței de judecată cu sunt mai potriviți pentru a crește și educa minorii sau în cazul în care părinții sunt decedați, dispăruți . Perspectiva asupra custodiei a evoluat în timp. Astfel:
- Conform Codului Familiei (1956), în timpul căsătoriei, ambii părinți aveau aceleași drepturi și îndatoriri față de copiii lor minori, fără a deosebi după cum aceștia sunt din căsătorie, din afara căsătoriei ori înfiați. Totuși prin art. 42 și 43, Codul Familiei obliga instanța de judecată să decidă în caz de divorț, ca minorul să fie încredințat spre creștere și educare doar unui părinte ceea ce se chema, în termen colocvial, custodie unică. Codul Familiei nu definea cui anume să fie încredințat minorul dar practica judecătorească, bazată pe situația socială din anii '50 când codul a fost adoptat a făcut ca mama să fie, în mod preponderent, părintele care era numit părinte custodian. După intrarea în vigoare a legii 272/2004 deciziile pe care instanța le lua ar fi trebuit să se bazeze pe principiul interesului superior al copilului, cei doi părinți având, șanse teoretic egale în a primi custodia minorilor după divorț. În practică judecătorii au continuat să decidă într-un procent majoritar încredințarea minorului către părintele de sex feminin în baza presupunerii că mama ar fi mai potrivită. Ca urmare a acestei prezumții discriminatorii, peste 84.5% din familiile monoparentale din România erau, la referendumul din anul 2002, de tipul mamă și copil sau mamă și copii [17]. Articole 42 și 43 din Codul Familiei ce impuneau acordarea, în caz de divorț, a custodiei asupra minorului doar unuia dintre părinți au fost abrogate implicit prin aderarea României la Uniunea Europeană și prin intrarea în vigoare a art. 148 litera (2) din Constituția României care indica faptul că "urmare a aderării, prevederile tratatelor constitutive ale Uniunii Europene, precum și celelalte reglementări comunitare cu caracter obligatoriu, au prioritate față de dispozițiile contrare din legile interne cu respectarea prevederilor actului de aderare". Așadar, începând cu data de 1 ianuarie 2007 când România a aderat la Uniunea Europeană, instanțele românești ar fi trebuit să acorde custodie comună asupra copiilor deoarece articolul 5 din protocolul 7 al Convenției Europene a Drepturilor Omului[18] avea precedență asupra prevederilor contrare exprimate de art. 42 și 43 din Codul Familiei. Acest lucru nu s-a întâmplat însă, instanțele românești continuând să acorde sentințe de tip custodie unică, în baza art. 42 și 43. Codul Familiei a fost abrogat explicit odată cu intrarea în vigoare a Noului Cod Civil, la data de 1 octombrie 2011 moment în care a devenit o regulă acordarea custodiei asupra copiilor către ambii părinți, în caz de divorț sau separare.
- Conform noului Cod Civil al României care instituie noțiunea de autoritate părintească chiar și după divorț sau separarea părinților, aceștia au aceleași drepturi și îndatoriri relativ la copiii lor minori[19]. Este vorba de ceea ce se cheamă, în termen colocvial, custodie comună. Deși NCC prevede posibilitatea custodiei unice[20] acest lucru este o excepție pentru situația în care unul dintre părinți pune în pericol copiii.

## Custodie versus autoritate părintească
Există anumite diferențe de nuanță între cei doi termeni:
- Noțiunea de custodie  (dar și cele de părinte custodian sau părinte necustodian) apare doar în cazul în între părinți apare o ruptură, adică aceștia divorțează sau se separă.
- Noțiunea de autoritate părintească este mai amplă și cuprinde pe lângă cazul părinților divorțați sau separați și cazurile în care părinții trăiesc și se gospodăresc împreună, sau chiar dacă sunt separați, se ocupă în deplină înțelegere de creșterea și educarea minorilor fără a fi nevoie ca modul de exercitare a autorității părintești să fie reglementat sau formalizat în vreun fel.

## Tipuri de custodie în lume
Există două mari forme de implementare a custodiei: custodia unică și custodia comună.
- Custodia comună poate fi implementată în două variante:
  - Custodie comună legală în care ambii părinți au aceleași drepturi cu privire la minor dar reședința permanentă a minorului este la unul dintre părinți
  - Custodie comună fizică în care ambii părinți au aceleași drepturi cu privire la minor dar minorul are două reședințe, locuind alternativ anumite perioade de timp la fiecare dintre părinți (cazul cel mai întâlnit fiind acela în care minorul locuiește o săptămână cu mama și o săptămână cu tatăl)
- Custodia unică este acea formă de custodie în care copiii sunt încredințați spre creștere și educare doar unuia dintre părinți

## Tipuri de custodie în România
În cazul unui proces de divorț, odată cu procesul efectiv se va soluționa, dacă este cazul, și problema încredințării minorilor din timpul căsătoriei. 
- Custodia unică a reprezintat până la 30 septembrie 2011 singura modalitate prin care instanța de judecată putea, din punct de vedere legal, să rezolve problema încredințării minorilor. În custodia unică copii sunt încredințați spre creștere și educare către unul dintre cei doi părinți, în conformitate cu prevederile vechiului Cod Civil.
- Începând din 1 octombrie 2011[21] a apărut custodia comună prin intrarea în vigoare a noului Cod Civil ce a introdus noțiunea de autoritate părintească comună[22]. Începând de la această dată, o dată cu finalizarea divorțului, inclusiv pentru procesele în curs, custodia este acordată ambilor părinți cu excepția cazului în care unul sau ambii dintre părinți reprezintă un pericol pentru minor de natură a justifica ca instanța să ia o măsură de limitare sau decădere a sa din drepturile părintești. Modalitatea în care se va implementa custodia comună în România este aceea de custodie comună legală deoarece prin articolul 400 Codul Civil obligă judecătorul să stabilească locuința minorului după divorț la unul dintre cei doi părinți. Părinții se pot totuși înțelege cu privire la un aranjament de tip custodie comună fizică sub forma unui plan parental care să fie apoi încuviințat de către notar sau de către judecător.

## Criterii de selecție a tipului de custodie în SUA[23]
Cazurile în care custodia unică este preferată de către psihologii implicați în evaluările de custodie în SUA sunt:
- Părinte psihotic, bolnav psihic sau incapabil de a funcționa
- Incapacitatea de a comunica, de a rezolva conflicte sau lipsa totală de cooperare
- Dovezi ale abuzului fizic sau sexual
- Abuz de alcool sau droguri
- Distanța geografică dintre părinți

Cazurile în care custodia comună este preferată de către psihologii implicați în evaluările de custodie în SUA
- O cooperare, comunicare mai bună sau lipsa conflictului
- Atașament față de ambii părinți
- Ambii părinți sănătoși psihic
- Implicare mai mare în creșterea și educarea copilului din partea ambilor părinți
- Dorința părinților